# Магистраль (литературное объединение)
Литературное объединение «Магистраль» — клуб-студия, где в 50х-60х годах собирались многие известные советские писатели и поэты.

## История
Объединение было создано в 1946 году поэтом и литературным критиком Григорием Левиным. Первые десятилетия «Магистраль» располагалась в Центральном доме культуры железнодорожников и формально считалась его кружком.

Левин разработал систему студийных занятий, которая включала лекции по истории и теории литературы. При этом круг поэтов и писателей, о которых шла речь на занятиях не ограничивался разрешенными в Советском Союзе именами.
Здесь почитывали и разбирали запрещенных и опальных авторов, здесь царила полная свобода творчества и слова. Не случайно свои же называли Григория Михайловича «председателем Пира во время Чумы». Как явление инакомыслящее, не вписывающееся в общепринятые рамки, объединение терпело гонения, проверки, подозрения и недовольство со стороны вершителей человеческих судеб. Его несколько раз закрывали.
Здесь начинали Александр Аронов и Михаил Львов, Эльмира Котляр и Александр Юдахин; Владимир Войнович, Валерий Краско, Виктор Забелышинский и Евгений Храмов. Сюда приходил со стихами и переводами математик Владимир Леванский, а с первыми пародиями — военный летчик Павел Хмара. Отсюда расходились по всей стране песни Булата Окуджавы. Здесь читали стихи Ян Гольцман, Дмитрий Лепер, Михаил Светлов и Назым Хикмет. Сюда нес свои рассказы Фазиль Искандер.
Из-за гонений «Магистраль» несколько раз переезжала. Первый раз во ВИНИТИ на Соколе, затем в ДК завода «Калибр».
После смерти Левина с января 1995 года занятия студии проходят в Доме Марины Цветаевой в Борисоглебском переулке в «Кафе поэтов».